# 赫伯特·奧托·吉爾
赫伯特·奧托·吉爾（德語：Herbert Otto Gille，1897年3月8日—1966年12月26日）是納粹德國黨衛軍的高級指揮官。他在二戰期間指揮了黨衛軍維京師。吉爾獲得了鑽石橡葉帶劍騎士鐵十字勳章，這使他成為戰爭中獲得最高榮譽的武裝黨衛軍成員。戰後，吉爾活躍於前武裝親衛隊老兵互助會，這是一個遊說團體和修正主義退伍軍人組織，該組織由前高級武裝黨衛軍人員於1951年在西德創立。